# 1657 Roemera
1657 Roemera este un asteroid din centura principală, descoperit pe 6 martie 1961, de Paul Wild.